# Acanthoplesiops naka
Acanthoplesiops naka är en fiskart som beskrevs av Mooi och Gill 2004. Acanthoplesiops naka ingår i släktet Acanthoplesiops och familjen Plesiopidae. Inga underarter finns listade i Catalogue of Life.